# Curente literare
Curent literar se numește o mișcare literară de o anumită amploare care reunește un număr de scriitori în baza unui program estetic și a unor înclinații relativ comune și constituie o rezultantă generală a tendințelor unei anumite epoci. În cadrul unul curent literar, unitatea de viziune (Weltanschauung) se exprimă prin temele, motivele, subiectul, personajele și formulele expresive preferate.
Scriitorii aparținând unui curent literar împărtășesc principii estetice similare, se raportează într-o manieră comună la o anumită tradiție literară, concordă în preferințele lor pentru anumite genuri și specii literare, recunoscând o anumită ierarhie a acestora ca, de exemplu, preferința clasicismului pentru tragedie. În operele lor, ei utilizează modele artistice asemănătoare într-un sens larg (de exemplu, în creațiile romanticilor se întâlnește frecvent antiteza). Principiile estetice ale unui curent literar sunt cristalizate, de obicei, într-un manifest literar.
Manifestul literar
Manifestul literar este un text de dimensiuni reduse, în care se afirmă o nouă concepție cu privire la literatură. El este conceput, de regulă, sub o formă polemică, deoarece noua orientare literară se opune orientării anterioare. De obicei, un manifest programatic este publicat într-o revistă, ori ca prefață a unei cărți, semnată de un autor binecunoscut, dar se întâlnesc și situații când principiile sale au fost desprinse mai târziu, pe măsura manifestării curentului literar respectiv.

## Umanism
Umanismul este o mișcare social-culturală care s-a dezvoltat în perioada Renașterii (sec XIV – XVI). Renașterea este perioada din istoria omenirii caracterizată printr-o dezvoltare sincronă, fără precedent a științei, artelor și a civilizației în general.
Termenul de Umanism are două sensuri:
- unul mai lung: dragoste față de oameni.
- altul mai restrâns: dragoste față de valorile antichității     greco-romane.

Mișcarea umanistă cumulează ambele sensuri.                                   
  Umanismul a apărut in Italia (Florența) de unde s-a răspândit în întreaga Europa.  Caracteristici:
- încrederea în libertatea, demnitatea și perfectabilitatea     omului;
- încrederea în rațiune;
- promovarea omului universal;
- armonia dintre om și natură;
- admirația față de valorile antichității greco-latine;
- în centrul preocupărilor umaniștilor se află omul;

Marii autori umaniști: F. Petrarca, G. Boccacio, L. Ariosto, F. Rebelais, P. Rosnard, T. Tasso, Th. Morus, Erasmus din Rotterdam, William Shakespeare Dimitrie Cantemir.

### Reprezentanți
- Miron Costin
- Grigore Ureche
- Ion Neculce
- Dimitrie Cantemir
- Stolnicul Constantin Cantacuzino
- Nicolae Milescu Spătarul

## Clasicism
(Secolul al XVII-lea)

### Trăsături
Clasicismul  este individualizat prin caracteristici precum: rațiunea domină sentimentele, caracterul moralizator acordând importanță unor specii literare corespunzătoare (fabula, satira, comedia, tragedia), personajele sunt caractere: caracterul avarului (Arpagon), unitate de timp, loc și acțiune (un singur cadru, timp scurt, maxim 24h, un singur plan), exces de pudoare, rafinament, personaje oneste, morale.  
Se mai pot desprinde și alte trăsături ale operei: simetria și echilibrul compoziției, concizia și rigoarea unor exprimări care capătă uneori caracter de sentință...   
Termenul comportă sensuri largi, exprimând o atitudine estetică fundamentală ce se caracterizează prin tendința de a observa fenomenele în contextul universului și de a le închega într-un sistem proporțional și armonios, corespunzător frumosului și concordant cu norme rationale care impun tipuri model, perfecțiunea, idealul.   
Curentul se definește ca o mișcare artistică și literară care promovează ideile de echilibru și armonie a ființei umane, constituite în modele durabile și care se pot regăsi în timp.  
Curentul clasicismului, definit ca atitudine estetică fundamentală de observare și realizare a unui sistem armonios, stabil, proporțional, dominat de elementele frumosului, în concordanță cu norme specifice (cele trei unități în dramaturgie), tinde spre un tip ideal, echilibrat, senin, al perfecțiunii formelor. S-a manifestat în toate artele – literatură, pictură, muzică, arhitectură. 
Trăsături: regula celor trei unități în dramaturgie (de loc, timp, acțiune); puritatea genurilor și a speciilor literare; întâietatea rațiunii; imitarea modelelor greco-romane; cultul pentru adevăr și natural (în literatură), înfrumusețarea și înnobilarea naturii (în pictură); promovarea virtuții – propunând un tip ideal de om virtuos, multilateral, complet (tip social – excepțional, unic – un model); natură se subordonează idealului uman – caracter moralizator. 
Cultivă trăsături distincte – curajul, vitejia, generozitatea sau lașitatea, avariția, naivitatea. 
Puritatea stilului, sobrietatea, stil înalt nu amestecul de stiluri. 
Prin extensie, termenul se folosește și pentru a denumi perfecțiunea, armonia.

### Reprezentanți
- Boileau
- La Fontaine
- Jean Racine
- La Bruyere
- Pierre Corneille
- Anton Krâlov
- Antioh Cantemir

## Iluminism
(Secolul al XVIII-lea)

### Reprezentanți
- Ion Budai-Deleanu
- Samuil Micu
- Petru Maior
- Gheorghe Șincai
- Samuel Richardson
- Johann Wolfgang von Goethe
- Immanuel Kant
- Daniel Defoe
- Jean-Jacques Rousseau
- Denis Diderot

## Realism
(Secolul al XIX-lea)

### Trăsături
Realismul este un curent literar-artistic care se afirmă din a doua jumătate a secolului XIX în culturile europene. În sens larg, realismul reprezintă o metodă de creație în literatură și artă, caracterizată prin redarea veridică, obiectivă a realității și prin apropierea creației de viață.

### Reprezentanți
- Lev Tolstoi
- Charles Dickens
- Gustave Flaubert
- Stendhal
- Ioan Slavici
- Liviu Rebreanu
- Mihail Sadoveanu

## Naturalism

### Trăsături
Naturalismul este un curent literar apărut în Franța, sub influența lui Flaubert, în a doua jumătate a sec. XIX, care adoptă în literatură metodele de investigație proprii științelor exacte: observația minuțioasă, reproducerea realității în toate aspectele ei, oricât de sordide, personajele având trăsăturile determinate de ereditate, de mediul social etc.

### Reprezentanți
- Emile Zola
- Guy de Maupassant
- Theodore Dreiser (O tragedie americană, 1925)

## Impresionism

### Trăsături
Impresionismul este o mișcare artistică, manifestată la început în pictură, mai târziu și în muzică și literatură, mai ales în Franța, și care marchează desprinderea artei moderne de academismul tradițional.

## Poporanism

### Trăsături
Orientare populară apărută la începutul secolului XX, ai cărei reprezentanți considerau că țărănimea este adevăratul fond al poporului român, depozitul valorilor spirituale și morale. Poporaniștii susțin că s-ar putea crea o societate agrară care să nu fie deranjată sau atinsă de industrializare. Ei atrag atenția asupra drepturilor nerespectate ale țăranilor.

### Reprezentanți
- George Topârceanu,
- Mihail Sadoveanu

## Parnasianism

### Trăsături
Parnasianismul afirmă autonomia esteticului, susținând prin Gautier teoria artei pentru artă. Dezamăgiți de societate și de inutilitatea angajării revoluționare poeții se izolează de lumea acțiunii. Poezia este picturală, obiectivă, rece, cu structuri savante. Descrierile de natură surprind pitorescul, puritatea liniilor. Poeții caută perfectiunea formală, corectitudinea versurilor, sonoritățile cuvintelor și a rimelor rare.

## Simbolism
Apare în Franța în a doua jumătate a secolului XIX, ca reacție împotriva parnasianismului. 
Termenul este impus de Jean Moreas, care în 1886 scrie un manifest literar numit "Le symbolisme".
Precursorul simbolismului este considerat Charles Baudelaire prin volumul "Corespondențe".

### Trăsături
- utilizarea simbolurilor, simbolul oferind posibilitatea unei interpretări multiple.
- cultivarea sugestiei cu ajutorul căreia sunt puse în evidență stări sufletești vagi, confuze, de melancolie, plictiseală.
- cultivarea elementului muzical, a sonorității verbale.
- existența sinesteziei (perceperea simultană a unui ansamblu de senzații, auditive, vizuale etc.).

### Franța
- Charles Baudelaire
- Stephane Mallarme
- Paul Verlaine
- Tristan Corbière
- Jules Laforgue
- Novalis
- Arthur Rimbaud
- Paul Verlaine

### România
- Ștefan Petică, Fecioare în alb (volum publicat în 1902)
- Dimitrie Anghel, În grădină (volum publicat în 1905)
- Ion Minulescu, Romanțe pentru mai târziu (volum publicat în 1908)
- Alexandru Macedonski, Flori sacre (volum publicat în 1912)
- George Bacovia, Plumb (volum publicat în 1916)

## Sămănătorism

### Trăsături
Samanatorismul este un curent literar, ideologic si social-politic in primul deceniu al secolului al XX-lea, denumit dupa revista „Samanatorul” care a reprezentat, in modul cel mai pregnant, teoretic si practic, directiile de manifestare. Aparitia „Samanatorului”, revista literara saptamanala (Bucuresti, intre 2 decembrie 1901 si 27 iunie 1910) a fost pregatita ca program, de publicatii anterioare : „Viata” (1893), „Vatra” (1894) si mai putin cunoscutele „Gazeta sateanului” (1884) si „Albina” (1897), în care au semnat multi scriitori intelectuali ai timpului, raspunzand unui program de „luminare a satelor” initiat de Spiru Haret, ministru pe atunci al Instructiunii publice.

### Reprezentanți
- Emil Gârleanu
- George Coșbuc
- Alexandru Vlahuță
- Octavian Goga

## Modernism
(Secolul XX)
Modernismul este un curent literar apărut în secolul al XX-lea, care implică ideea de negare a tradiției. Astfel, modernismul poate fi pe deplin înțeles doar dacă e privit în opoziție cu tradiționalismul, primul promovând nonconformismul, dinamismul, inovația, iar cel de-al doilea respectând cu strictețe regulile impuse de tradiție.
Trăsături:
- Negarea valorilor poetice
- Refuzul capodoperei și al ideii de frumos, de perfecțiune
- Ruptura de trecut
- Revolta și libertatea de exprimare
- Originalitatea și tendința de a șoca
- starea de conflict între luciditatea conștiinței și spaimele necunoscutului
- luciditatea, efortul prin care gândirea își cucerește adevărurile
- problematica conștiinței nelinistite
- predilecția pentru stări limită:coșmar, halucinație, ridicol, grotesc
- exacerbare a sensibilității, a facultăților perceptive, vederea monstruoasă
- drama tristeții metafizice, a omului problematic înstrăinat de tainele genezice ale universului
- aspirația spre regăsirea echilibrului originar

### Reprezentanți
- Lucian Blaga
- Tudor Arghezi
- Ion Barbu
- Franz Kafka
- Marcel Proust
- James Joyce
- George Bacovia

### Romancieri români
- Camil Petrescu
- Hortensia Papadat Bengescu
- Mircea Eliade
- Mihail Sebastian
- Anton Holban

### Poeți români
- Ion Barbu
- Tudor Arghezi
- Lucian Blaga

### Critici literari români
- George Călinescu
- Eugen Lovinescu
- Tudor Vianu
- Vladimir Streinu

## Gândirism

### Reprezentanți
- Lucian Blaga
- Nichifor Crainic
- Ovidiu Papadima

## Expresionism

### Trăsături
Este o reacție împotriva incapacității științei, artei și literaturii de a stopa izbucnirea primului război mondial. Susținătorii acestui curent propun în schimb o literatură a iraționalului.
- Confirmarea libertății absolute a spiritului;
- Lumea existenței e o lume a culorilor;
- Arta - expresie profundă a sufletului uman, și nu o reproducere a naturii;
- Explozia sentimentului, starea dionysiacă;
- Năzuința spre absolut, ideea escaladării cerului;
- Revolta împotriva condiției umane;
- Strigătul fără ecou în totul cosmic;
- Afirmarea ideii de supraom care să stăpânească lumea;
- Imagini puternice, violente, prin care se exprimă neliniștea existențială;
- Personajele sunt figuri generice, simboluri (în teatru);
- Orientarea spre parabolă.

(Vezi și Manual de literatură română, clasa a XI-a, Litera Educațional, p. 247)

## Dadaism
- Tristan Tzara

## Integralism

### Reprezentanți
- Ilarie Voronca
- Stephan Roll
- Filip Brunea-Fox
- Ion Călugăru
- Mihail Cosma
- Benjamin Fondane

## Constructivism
În România, constructivismul s-a concretizat în doctrina revistei Contimporanul (condusă de Ion Vinea) și mai ales în integralism, bazat pe o fundație constructivistă și combinând elemente din alte curente de avangardă precum suprarealismul sau futurismul.
- Ion Vinea
- Ilarie Voronca
- Stephan Roll

## Suprarealism
- Sașa Pană
- Marcel Iancu
- Dolfi Trost
- Gherasim Luca
- Geo Bogza
- Virgil Teodorescu
- Gellu Naum

## Curente literare după 1947
(Secolul XX)

## Deprimism
(Secolul XXI)